# زيارتغاه (شهرضا)
زيارتغاه هي قرية في مقاطعة شهرضا، إيران. يقدر عدد سكانها بـ 291 نسمة بحسب إحصاء 2016.